# 李宣厓
李宣厓（：／ I Seon-ae，1967年1月3日—），中文媒體常音譯為李善愛，是大韩民国的法律工作者，曾任國家人權委員會非常任委員，於2017年3月29日至2023年3月28日擔任憲法法院法官。

## 生平
李宣厓在學生時代喪父，此後一家人依靠繼父與母親經營服裝攤養家糊口，過著艱難的生活，但她並無因而灰心，並全身心投入到自己的法律事業中。她於1985年畢業於崇義女子高等學校，並於1989年畢業於首爾大學法科大學法學系後隨即於同年以首名通過司法考試，此事至今仍為大韓民國法律界所津津樂道。此後，她自1992年起開始出任法官。她於2004年辭去法官的職務，並隨即獲任命為憲法法院憲法研究官。她自2006年起作為律師任職於和友律師事務所。她自2014年起也兼任國家人權委員會非常任委員。2017年3月6日，時任大法院院長梁承泰提名李宣厓接替李貞美出任憲法法院法官，隨後由當時代理總統職務的國務總理黃教安正式任命，她隨即於同月29日正式就任。她於2023年3月28日離任憲法法院法官，其職務由同月31日就任的金炯枓接替。

## 評價
提名李宣厓的時任大法院院長的梁承泰稱李宣厓“精通司法實踐與理論，對社會整體有著廣闊的視野”，以及“作為國家人權委員會委員，為了提高社會的人權意識與促進弱势群体的人權作出了重大的貢獻”。《首爾經濟日報》的評論稱李宣厓有溫和保守主義傾向，而《韩国先驱报》則稱李宣厓在2019年的憲法法院中與由正未來黨提名的李榮真同屬温和派。
李宣厓在兼任國家人權委員會非常任委員期間曾表示反對限制調查機構提供通訊資料，以及介入國家情報院取消脫北者訪問聯合新聞中心等決策而備受爭議。大韓民國國會法制司法委員會此後於2017年3月24日通過的人事聽證進展報告中稱李宣厓“作為國家人權委員會委員，對於侵犯人權的行為未能夠採取具備前瞻性的態度，在禁止歧視等活動中的表現也比較被動”。

## 個人生活
李宣厓的丈夫是金賢龍（김현룡），金賢龍比李宣厓年長3歲。李宣厓與金賢龍育有2個女兒。

## 相關
尹錫悅彈劾案在國會通過後，執政黨國民力量與最大反對黨共同民主党對於代理總統可否任命法官有所爭論。國民力量院內代表權性東在2024年12月17日稱代理總統僅可在總統缺位時方可任命法官，而時任總統尹锡悦只是處於停職狀態，因此當時身為代理總統的國務總理韩悳洙無權任命憲法法院法官，然而憲法法院公報官李鎮於同日舉行的記者會提及了當時代理總統職務的國務總理黃教安於2017年3月任命李宣厓為憲法法院法官的前例，並繼而指出代理總統可以任命憲法法院法官。韓悳洙本人此後於同月27日同樣遭到國會彈劾，而彈劾理由之一即是“拒絕任命憲法法院法官候選人”。憲法法院於2025年3月24日駁回對韓悳洙的彈劾案，但其中多數意見認為韓悳洙拒絕任命憲法法院法官候選人違憲。